# Victor Horta
Victor Pierre Horta (6. ledna 1861 Gent – 9. září 1947 Brusel) byl belgický architekt a designér, jeden ze zakladatelů secese. Byl horlivým obdivovatelem francouzského teoretika architektury Eugèna Viollet-le-Duca a jeho Hôtel Tassel v Bruselu (1892–1893), často považovaný za první secesní dům, vychází z Viollet-le-Ducova díla. Zakřivené stylizované rostlinné formy, které Horta použil, zase ovlivnily mnoho dalších, včetně francouzského architekta Hectora Guimarda, který je použil v prvním secesním bytovém domě, který navrhl v Paříži, a ve vstupech, které navrhl pro pařížské metro. Je také považován za předchůdce moderní architektury pro své otevřené půdorysy a inovativní použití železa, oceli a skla.
Hortova pozdější tvorba se odklonila od secese a stala se geometričtější a formálnější s klasickými prvky jako jsou sloupy. Velmi originálně využíval ocelové rámy a střešní okna, která do staveb vnášela světlo, otevřené půdorysy a jemně navržené dekorativní detaily. K jeho pozdějším významným dílům patřil dům Maison du Peuple (1895–1899), bruselské Centrum výtvarného umění (1923–1929) a bruselské centrální nádraží (1913–1952). V roce 1932 Hortovi král Albert I. udělil titul barona za zásluhy v oblasti architektury.
Poté, co secese přestala být oblíbená, byla řada Hortových staveb opuštěna, nebo srovnána se zemí. Čtyři z jím navržených budov v Bruselu byly v roce 2000 zapsány na seznam světového dědictví UNESCO: Hôtel Tassel, Hôtel Solvay, Hôtel van Eetvelde a Hortův dům.

## Životopis
Victor Horta se narodil v Gentu v roce 1861. V Gentu také začal studium hudby na konzervatoři odkud byl vyloučen pro špatné chování, přestoupil na Akademii krásných umění (Koninklijke Academie voor Schone Kunsten van Gent), kde studoval kresbu, práci s textilem a architekturu. Krátce po studiu odešel do Paříže, kde se živil jako bytový architekt a návrhář interiérů. Inspiroval se tehdy moderními směry ve výtvarném umění jako byl impresionismus a pointilismus a rozšiřoval si vzdělání v oboru práce s ocelí a sklem.
Po smrti svého otce v roce 1880 se vrátil do Belgie aby pokračoval ve studiu na Académie Royale des Beaux-Arts v Bruselu, kde studoval architekturu. Po studiích se stal asistentem profesora Alphonse Balata, který byl mimo jiné dvorním architektem belgického krále Leopolda II. Spolu s ním pracoval na projektu královských skleníků v Laekenu, které se staly první Hortovou prací založenou na širokém použití oceli a skla.
V roce 1885 se Horta osamostatnil, aby realizoval své vlastní moderní architektonické myšlení. Od této chvíle se stal vrcholným evropským představitelem Art Nouveau. Čtyři významné stavby v Bruselu pocházející z této doby (Hotel Tassel, Hotel Solvay, Hotel van Eetvelde a vlastní ateliér) byly v r. 2000 zapsány na seznam světového dědictví UNESCO.
Jeho politické názory jej vedly k tomu, že nadále odmítal práci pro bohatou soukromou klientelu, ale věnoval se převážně veřejným zakázkám. Z těchto prací byl nejznámější Lidový dům (Maison du Peuple) v Bruselu postavený na zakázku belgické dělnické politické strany Parti Ouvrier Belge. (Přes silné protesty veřejnosti byl Lidový dům v roce 1965 zbourán). V roce 1915 opustil Horta okupovanou Belgii a zúčastnil se kongresu „Rekonstrukce Belgie“ v Londýně. Německé úřady se o jeho cestě dozvěděly a proto se Horta se nemohl vrátit zpět domů a odešel do Ameriky, kde přednášel na amerických univerzitách. V roce 1917 byl jmenován lektorem Charlese Eliota Nortona Memorial a profesorem architektury na univerzitě George Washingtona. Zpět do Bruselu se vrátil až v roce 1919. Po první světové válce opadla obliba secese a samotná tvorba Horty prošla změnou během jeho pobytu v USA. Horta opustil organické formy, a jeho návrhy začaly být více geometrické postupně tak začal spoluutvářet nový styl art deco. Příkladem je Palais des beaux-arts de Bruxelles navržený roku 1919. Art Noveau (secese) byl umělecký styl, který podléhal módnímu obdivu i módnímu zatracování. Důsledkem tohoto obojakého postoje je i to, že řada secesních staveb byla v době odlivu zájmu zbourána.
Victor Horta zemřel v Bruselu 9. září 1947 a je pochován na hřbitově v Ixelles.

## Dílo
- Hlavní městské domy architekta Victora Horty v Bruselu
  - Hôtel Tassel, 1892–1893
  - Hotel Solvay, 1895
  - Hotel Van Eetvelde, 1895–1898
  - Hortův dům a ateliér (nyní museum), 1898–1901, Brusel
- Lambeaux Sculpture Pavilion, 1889, Brusel
- Mattyn House, 1890, Brusel
- Autrique House, 1893, Brusel
- Frison Town House, 1894, Brusel
- Wissingner House, 1894–1903, Brusel
- Lidový dům (Maison du Peuple), 1896–1899, Brusel (zbourán 1965)
- Obchodní dům L'Innovation, 1901–1903, Brusel (1967 vyhořel a následně stržen)
- Belgický pavilon na Mezinárodní výstavě dekorativního umění, 1902, Turín, Itálie
- Pomník Johanesse Brahmse, 1902, Vídeň, Rakousko
- Hôtel Aubecq, 1899-1902, Avenue Louise 520 Brusel, (zbourán 1950)
- Obchodní dům Grand Bazaar, 1903, Frankfurt, Německo
- Obchodní dům Waucquez, 1903-1905, Brusel
- Hallet House, 1903, Brusel
- Wolfers Building, 1906, Brusel
- Brugmanova nemocnice, 1906–1926, Brusel
- Palais des beaux-arts de Bruxelles 1920–1928, Brusel
- Centrální hala hlavního nádraží, 1914–1952, Brusel
- Expozice dekorativního umění, 1925, Paříž, Francie
- Museum výtvarného umění, 1928, Doornik, Tournai

### Související stránky
- Hlavní městské domy architekta Victora Horty v Bruselu
- Secese v Bruselu